# Odontopera acyrthoria
Odontopera acyrthoria är en fjärilsart som beskrevs av Louis Beethoven Prout 1938. Odontopera acyrthoria ingår i släktet Odontopera och familjen mätare. Inga underarter finns listade i Catalogue of Life.